# Kabinett Wippermann
Das Kabinett Wippermann (Ministerium) bildete vom 22. Mai 1922 bis Mai 1925 die Landesregierung des Freistaates Schaumburg-Lippe. 
| Amt               | Name | Partei                       |
| ----------------- | --- | ---------------------------- |
| Ministerpräsident | Konrad Wippermann | parteilos (bis Oktober 1923) |
| Staatsrat         | Heinrich Kapmeier Heinrich Lorenz Rudolf Bretthauer Erich Steinbrecher Meier Hesse Franz Reuther (ab Oktober 1922) Heinrich Zwitzers (ab 1. Juli 1924) | SPD DDP SPD DVP              |